# Tísňové volání

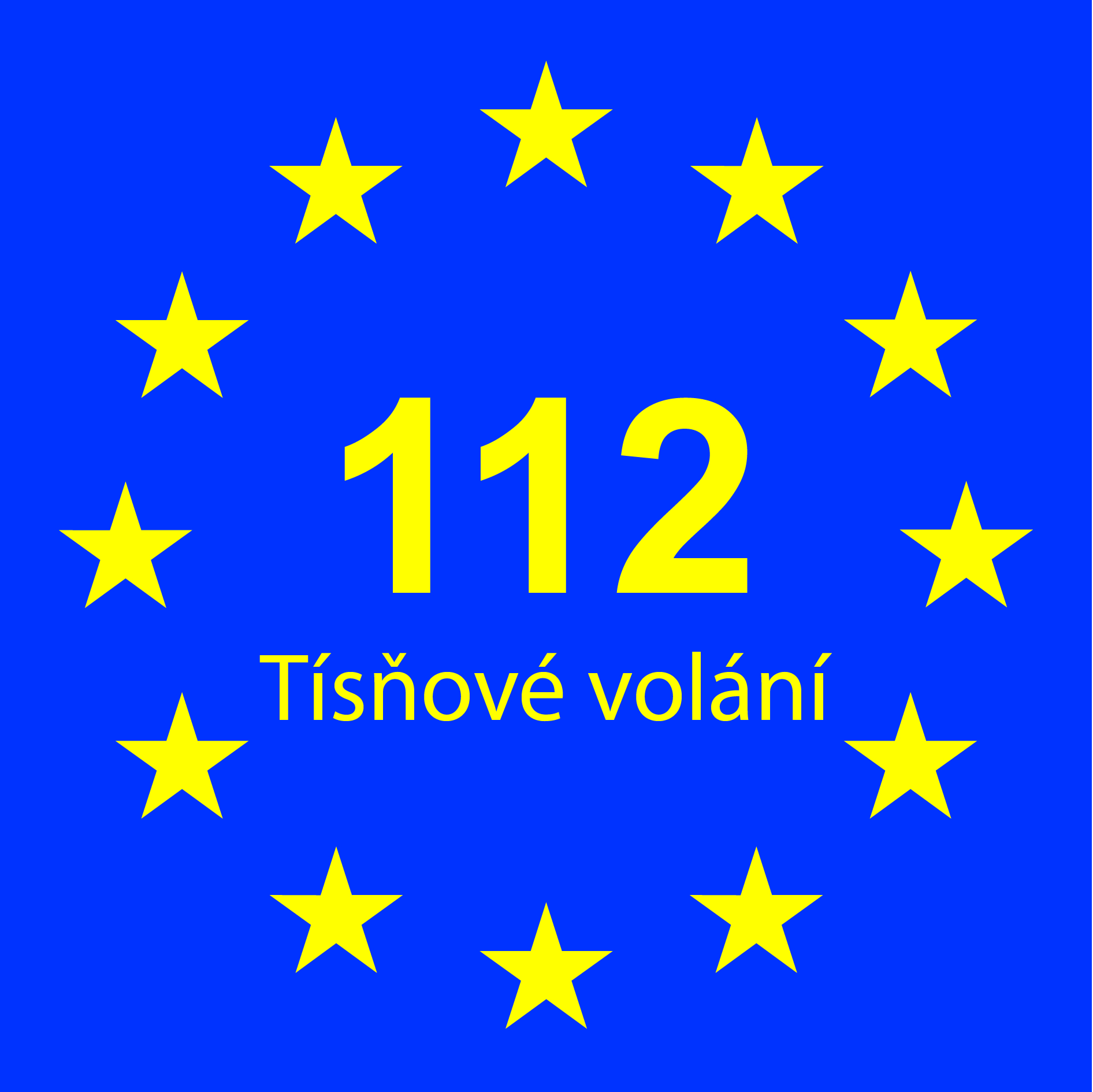
Mezinárodní evropské číslo tísňového volání je 112

Tísňové volání je jeden ze základních způsobů ohlášení mimořádné události a vyžádání pomoci složek integrovaného záchranného systému. Jedná se o službu, kterou je zajišťována ochrana základních lidských práv – ochrana života a zdraví, přijatelné životní prostředí a ochrana majetku.

## Vlastnosti tísňového volání
Tísňové volání funguje:
- nepřetržitě,
- pro všechny obyvatele,
- téměř na celém území státu (v závislosti na pokrytí signálem mobilní sítě),
- bezplatně,
- ve všech telefonních sítích,
- ze všech koncových hlasových zařízení telefonních sítí.

### Přístup k tísňovým linkám
Tísňovým voláním se rozumí bezplatná volba čísel, která jsou stanovena v číslovacím plánu a uvedena v telefonních seznamech. K těmto číslům je garantován bezplatný a nepřetržitý přístup z pevných telefonních linek, mobilních telefonů a veřejných telefonních automatů i bez použití mincí či karet. Každý poskytovatel veřejné telefonní služby je ze zákona povinen svým uživatelům bezplatně umožnit přístup ke stanoveným číslům tísňového volání.

## Funkce tísňového volání
Čísla tísňového volání slouží k oznámení událostí v případech, kdy je ohrožen život, zdraví, majetek nebo veřejný pořádek. Volání za jiným účelem, než je stanoven, je označováno jako zlomyslné volání. Uskutečňování zlomyslných volání je přestupkem, za který může Český telekomunikační úřad uložit pokutu až do výše 200 000 Kč (ovšem je problém se ztotožněním pachatele), v extrémních případech může být takové jednání klasifikováno jako trestný čin poškozování a ohrožování provozu obecně prospěšného zařízení.
Za rok 2023 bylo nelegitimních volání celkem 1 760 000 (policie na lince 158 v tomto roce měla i přes 5000 hovorů z jednoho čísla). Od července 2025 budou mít operátoři tísňových linek možnost ve spolupráci s telekomunikačním úřadem zcela odpojit telefonní čísla notorických zneuživatelů. Hovory budou členěny na 4 kategorie: první bude s více než 6 hovorů za 168 hodin (1 týden) – zablokování na 1 den, druhá kategorie opakované volání po předchozím odmítnutí operátorem – zablokování na 3 dny a až týden při opakování.

## Tísňová volání v Česku
V České republice jsou pro tísňová volání vyhrazena tato telefonní čísla:
- 112 jednotné evropské číslo tísňového volání,[6]
- 150 Hasičský záchranný sbor ČR,
- 155 zdravotnická záchranná služba,
- 158 Policie ČR,
- 156 obecní (městská) policie.

Dále jsou pak čísla vyhrazená pro tzv. "harmonizované služby se sociální hodnotou", kam patří:
- 116 000 – horká linka pro případy pohřešovaných dětí,
- 116 006 – linka pomoci obětem trestných činů,
- 116 016 – linka pro oběti násilí páchaného na ženách,
- 116 111 – linka důvěry určená pro děti,
- 116 123 – linka důvěry poskytující emocionální podporu.

Další bezplatné nouzové linky:
- 1210 horská služba,[pozn. 1]
- 911 Při volání z mobilní sítě dojde ke spojení na dispečink čísla 112.[8]

Zpoplatněné nouzové linky:
- 1239 - pohotovost pro případ poruch plynových zařízení.[9]

Zrušené linky:
- 199 - protikorupční linka (2007-2012)[10]

Struktura volání:[zdroj⁠?!]
1. Přesná adresa: město, ulice, číslo popisné.
2. Co se na místě děje, informace o postiženém / postižených.
3. Informace o volajícím.
4. Asistovaná první pomoc. Instrukce pro volajícího, co dělat do příjezdu.

K testování tísňového volání je vyhrazeno telefonní číslo 152.

### Historie
Zavádění telefonních linek 150, 155 a 158 začalo postupně koncem 60. a začátkem 70. let 20. století s postupným rozšiřováním automatizace meziměstského telefonního provozu, v Praze byly tyto linky zavedeny již v roce 1969. Celonárodně byly linky v dnešním smyslu zavedeny až od 90. let 20. století.

## Tísňové linky v ostatních státech
Nejčastější tísňová čísla jsou 112 (státy EU), 911 (většina Severní Ameriky) a 999 (např. Spojené království, Čína nebo některé africké státy). Většina GSM mobilních telefonů má předprogramováno volání na speciální tísňová čísla i bez odemčení telefonu a i bez SIM karty (použije se síť dostupného operátora, i když Váš operátor nemá v místě signál).